# Kastenstreit
Als Kastenstreit wird die Diskussion der europäisch christlichen Missionsgruppen in Indien über den richtigen Umgang mit dem von ihnen vorgefundenen Kastenwesen im 18. Jahrhundert bezeichnet.

## Geschichte der christlichen Mission in Tranquebar
Während unter der Herrschaft der britischen East India Company Mission anfangs noch unterbunden wurde und eher eine Mission ablehnende Politik verfolgt wurde, änderte sich dies mit der Übernahme der Gebiete der East India Company durch die britische Krone im Jahre 1858. Die anglikanische Mission gewann immer stärker an Einfluss. Allerdings waren nicht nur die Briten in Indien vertreten, sondern auch andere europäische Mächte versuchten, in Indien Fuß zu fassen. So zum Beispiel die Portugiesen, die Niederländer mit ihrer eigenen Handelsorganisation, der Niederländischen Ostindien-Kompanie, und auch die Dänen.
Über die dänische Kolonie Tranquebar gelangten auch deutsche Missionare nach Indien. Die Dänisch-Hallesche Mission in Tranquebar nahm 1706 mit der Ankunft der ersten Missionare Bartholomäus Ziegenbalg und Heinrich Plütschau ihren Anfang. Die Dänisch-Hallesche Mission endete 1837 mit dem Tod ihres letzten Missionars August Friedrich Crämer.
Die Evangelisch-Lutherische Mission zu Leipzig, auch Leipziger Missionswerk genannt, sah sich als Nachfolgeorganisation der Dänisch-Halleschen Mission. Sie schickte 1840 ihren ersten Missionar, Heinrich Cordes nach Indien. 1845 wurden die dänischen Güter an die Engländer übergeben und die anglikanischen Missionsgesellschaften übernahmen die Leitung der Mission vor Ort. Während des Ersten Weltkrieges übernahm die Schwedische Kirchenmission die Arbeit der Deutschen, die von den Briten interniert wurden. 1919 wurde die unabhängige Tamil Evangelical Lutheran Church gegründet, mit der das Leipziger Missionswerk heute noch eine Partnerschaft besitzt.

## Kastensystem in Indien: 17. und 18. Jahrhundert
Der Begriff Kaste stammt wohl vom portugiesischen Wort „Casta“ ab, das so viel wie „etwas nicht Vermischtes“ bedeutet. Die Portugiesen beschrieben damit die „Vielfalt sozialer und religiöser Gruppierungen“, die sie in Indien vorfanden.
Dieser Begriff begann sich im Laufe der Kolonisation Indiens durchzusetzen und wurde ab der zweiten Hälfte des 18. Jahrhunderts in Europa zur Beschreibung der verschiedenen Gruppen innerhalb der indischen Gesellschaft verwendet. So schreibt Ziegenbalg im frühen 18. Jahrhundert zum Beispiel noch nicht von Kasten, sondern von „Geschlechtern“.
Wichtige Texte zum Ursprung des Kastenwesens sind unter anderem der Purusa-Mythos und der Manavadharmasastra, ein Gesetzestext aus dem 3. Jahrhundert v. Chr., der von Brahmanen verfasst wurde. Die Europäer unterschieden durch den Begriff Kaste oft nicht in Varna und Jati, sondern vermischten beide Begriffe.
Varna („Stand“) gliedert die Gesellschaft in vier Klassen. Die Brahmanen stehen an oberster Stelle, gefolgt von den Kshatriya, den Vaishya und den Shudra. Die Kastenlosen und Unberührbaren sind nicht in das Kastensystem mit einbezogen und stehen außerhalb des Kastensystems. Hinzu kommt die Unterteilung in die verschiedenen Jati, Familienverbünde und Berufsgruppen. Die jati sind voneinander abgegrenzt, sehen sich als Einheit und ordnen sich einer Kaste zu.
Hugald Grafe beschreibt das Konzept der Kaste folgendermaßen:
„Kaste ist nicht Klasse, Rasse, Zunft, Sippe oder Stand. Von allem trägt sie Elemente in sich. Aber sie ist mehr als die Summe. Sie ist die unaufhebbare und unaufgebbare Identität der Geburt in einer festen sozio-religiösen hierarchischen Verflochtenheit in einer eigenen Kultur oder Subkultur. Sie ist eine Lebensmacht, die verbindet wie keine andere und trennt wie keine andere. Sie verbindet und trennt durch Abstammung, Heirat, Familie, Sprache, Gestik, Küche und „Kochbuch“, Name, Kleidung, Tischgemeinschaft, Beruf, gesellschaftlichen Verkehr, Verehrung von Lieblings-Gottheiten, durch Riten und vieles mehr.“
Ziegenbalg schreibt ebenfalls von vier „Haupt-Geschlechtern“, die in weitere Geschlechter unterteilt sind. Diese unterscheiden sich in ihren „Trau-Ceremonien, in Esz-Ceremonien, in Kleidung, in Würde und in Profession, dezgleichen auch in vielen anderen Dingen“.
Sein Hauptaugenmerk liegt hierbei auf den Shudras, die er in 71 Familien, also jatis einteilt. Ziegenbalg sieht in der Beschreibung der Shudra Gemeinschaft eine zusammengewachsene, aufeinander angewiesene Gruppe, die sich in ihren Berufen voneinander distanzieren.

## Kastenstreit: Frage nach Vereinbarung von christlicher Mission und Kaste
Die Frage der Vereinbarkeit von christlicher Mission und Kaste beschäftigte die Missionare sehr. Die Frage, wie mit dem Kastensystem umzugehen sei, stellte sich den protestantischen Missionaren jeden Tag aufs Neue. Das Kastensystem stand dem Bild der Gleichheit der Menschen vor Gott gegenüber.
Wie die Dänisch-Hallesche Mission mit diesem Problem umging, ist nicht ganz eindeutig zu bestimmen. Es lässt sich jedoch erahnen, dass symbolisch die Gleichheit aller Mitglieder der Gemeinde gegeben war, bestimmte Trennungen jedoch wohl beibehalten wurden. Ziegenbalg schreibt zwar von der Möglichkeit der Heirat in der christlichen Gemeinde zwischen den verschiedenen jati, so wurde aber wohl zum Beispiel die getrennte Sitzordnung und getrennte Abendmahlskelche beibehalten.
Die anglikanische Mission forderte unter ihrem Bischof Daniel Wilson die Abschaffung der Institution Kaste in den Gemeinden. Er forderte dies „entschieden, unverzüglich und ein für alle Mal“. Zudem legte er mehrere Punkte vor, die es seiner Meinung nach durchzusetzen galt:
- die Abschaffung der getrennten Sitzordnung in der Kirche
- das gemeinsame Einnehmen des Abendmahls
- die Forderung an Gemeindemitglieder höherer Kasten, Lehrer, auch aus niedrigeren Kasten, aufzunehmen[6]

Einerseits protestierten die Gemeinden gegen diese Maßnahmen, da sie den kompletten Ausschluss aus der Hinduverwandtschaft fürchteten und andererseits sich bei Nichteinhaltung als ungehorsame Christen gebrandmarkt fühlten. Aufgrund dessen kam es zu Abspaltungen. Einige schlossen sich den deutschen Lutheranern an, die eine moderatere Kastenpolitik betrieben.
1850 gingen die angelsächsischen Missionsgesellschaften noch einen Schritt weiter und forderten von zum Christentum Konvertierten das konkrete Brechen mit dem Kastensystem. Dieses Brechen wurde durch das Gemeinschaftsmahl symbolisiert, indem Speisen mit allen eingenommen werden mussten. Die Gemeinden mussten dies nun durchsetzen und auch Rechenschaft darüber ablegen.
Diese Politik führte unter anderem dazu, dass oft fast ausschließlich Mitglieder derselben Jati in einer Gemeinde konvertierten. Für die oberen Klassen, vor allem die Brahmanen, blieb das Christentum eine unattraktive Option. Die unteren Kasten bevorzugten eher das von den Missionaren installierte Bildungssystem mit der Hoffnung, einen gesellschaftlichen Aufstieg zu erlangen. Diese Konzentration bestimmter Jati in bestimmten Gemeinden führte jedoch nicht zur Abschaffung des Kastensystems; im Gegenteil, dieses wurde dadurch sogar gestärkt. So mussten viele Gemeinden zugeben, dass die Abschaffung in der Realität einfach nicht durchsetzbar war. Das Kastenwesen nahm einen so großen Platz in der indischen Kultur ein.
Die Leipziger Nachfolge-Mission, unter ihrem Direktor Karl Graul, sah vielmehr die Bildung als tragendes Element bei der Abschaffung des Kastendenkens. Aber auch innerhalb der Mission kam es zu Streitigkeiten bei der Frage der Ordination. Wenigstens dann sollte ein Gemeinschaftsessen stattfinden. Dies stieß auf großen Protest: Der erste tamilische Ordinand, Nallatambi, der im Februar 1854 von Carl Ochs zum gemeinsamen Essen aufgefordert wurde, lehnte diese Maßnahme ab, sodass ein Kompromiss gefunden werden musste.
1857 trat ein Erlass in Kraft, der nun forderte, dass die Ordinanden geloben mussten, sich nicht durch das Kastendenken in ihren Aufgaben behindern zu lassen. Bei den Gemeinden und dem oben ernannten Ordinand fand dieser Vorschlag Anklang (er ließ sich später ordinieren). Für viele Missionare war dieser Kompromiss jedoch zu schwach, der zum Austritt einiger (5 von 13, darunter Carl Ochs) aus dem Dienst führte.
Die Diskussionen um den richtigen Umgang mit dem Kastenwesen hielten weiter an. Zwischen den verschiedenen deutschen Missionsgesellschaften kam es um die richtige Haltung zum Streit. Auch innerhalb der Missionsgesellschaften gab es Spaltungen. Das zentrale Problem blieb die Frage, inwieweit man auf das bestehende Kastensystem Rücksicht zu nehmen hatte, da es weiterhin ein großer Bestandteil der Kultur Indiens war und bis heute geblieben ist.
Durch das Konvertieren zum Christentum riskierte man die Anerkennung durch Verwandte und den Ausstoß aus der Gesellschaft. Für die Missionare gab es daher ein weiteres Problem: Wie sollte jemand die Möglichkeit haben, missionarisch in seinem Angehörigenkreis oder seinen Kastengenossen tätig zu sein, wenn er durch das Konvertieren zum Christentum und der daraus resultierenden Ablehnung des Kastenwesens sich selbst isoliert?
All diese Fragen blieben das zentrale Thema der weiteren Kastendebatte.